# Pologne aux Jeux olympiques d'été de 2004
L'équipe de Pologne olympique a remporté 10 médailles (3 en or, 2 en argent, 5 en bronze) lors de ces Jeux olympiques d'été de 2004 à Athènes, se situant à la 23e place des nations au tableau des médailles.
L'athlète  Bartosz Kizierowski est le porte-drapeau d'une délégation polonaise comptant 194 sportifs (132 hommes et 62 femmes).

## Liste des médaillés polonais

### Médailles d'Or
| Sport              | Discipline                      | Sportifs                     | Performance     |
| Médailles d'or : 3 |                                 |                              |                 |
| Athlétisme         | 50 kilomètres Marche (H)        | Robert Korzeniowski          | 3 h 38 min 46 s |
| Natation           | 200 mètres, papillon (F)        | Otylia Jędrzejczak           |                 |
| Aviron             | Deux de couple poids légers (H) | Tomasz Kucharski Robert Sycz |                 |

### Médailles d'Argent
| Sport                  | Discipline                 | Sportifs           | Performance |
| Médailles d'argent : 2 |                            |                    |             |
| Natation               | 400 mètres, nage libre (F) | Otylia Jędrzejczak |             |
| Natation               | 100 mètres, papillon (F)   | Otylia Jędrzejczak |             |

### Médailles de Bronze
| Sport                   | Discipline                 | Sportifs                                 | Performance |
| Médailles de bronze : 5 |                            |                                          |             |
| Athlétisme              | Saut à la perche (F)       | Anna Rogowska                            | 4,70 m      |
| Escrime                 | Fleuret individuel (F)     | Sylwia Gruchała                          |             |
| Canoë-Kayak             | K2 500 mètres (F)          | Aneta Pastuszka Beata Sokołowska-Kulesza |             |
| Voile                   | Dériveur solitaire Finn(H) | Mateusz Kusznierewicz                    |             |
| Haltérophilie           | +de 75 kg (F)              | Agata Wróbel                             |             |